# Tipula (Sivatipula) parvauricula
Tipula (Sivatipula) parvauricula is een tweevleugelige uit de familie langpootmuggen (Tipulidae). De soort komt voor in het Oriëntaals gebied.